# Giovanni IV del Portogallo
Giovanni IV (in portoghese João IV de Portugal) detto il Fortunato (soprannominato anche il Restauratore e, persino, il Musico; Vila Viçosa, 18 marzo 1604 – Lisbona, 6 novembre 1656) è stato un nobile portoghese, primo re del Portogallo appartenente alla dinastia di Braganza.

## Biografia

### Giovinezza
Giovanni era il figlio di Teodosio II di Braganza, e di sua moglie, Ana de Velasco y Girón, figlia del duca Juan Fernández de Velasco. Succedette a suo padre come Duca di Braganza quando quest'ultimo morì pazzo nel 1630, ereditando una delle più ricche, per domini territoriali, case ducali di tutta Europa.
Da parte di padre, era il pronipote del re Manuele I, tramite Caterina di Guimarães, che nel 1580 aveva reclamato la corona portoghese e scatenato la lotta per il trono del Portogallo.

## Regno

### Ascesa al trono
Alla morte di Filippo II di Portogallo (III di Spagna), gli successe il figlio Filippo III (IV di Spagna), che aveva un approccio diverso alle questioni portoghesi. Le tasse sui mercanti portoghesi furono aumentate, la nobiltà portoghese iniziò a perdere la sua influenza e le cariche governative in Portogallo furono sempre più occupate dagli spagnoli. Alla fine, Filippo III cercò di rendere il Portogallo una provincia spagnola, il che significa che i nobili portoghesi avrebbero perso tutto il loro potere.
Questa situazione culminò in una rivoluzione organizzata dalla nobiltà e dalla borghesia, avvenuta il 1 dicembre 1640, sessant'anni dopo l'ascesa di Filippo II di Spagna al trono del Portogallo. Un complotto fu pianificato da diversi associati, noti come i Quaranta Cospiratori, che uccisero il Segretario di Stato, Miguel de Vasconcelos, e imprigionarono la cugina del re, Margherita di Savoia, viceregina del Portogallo, che governava il paese in nome del re. Le truppe di Filippo all'epoca stavano combattendo la Guerra dei Trent'anni e stavano anche affrontando una rivoluzione in Catalogna che ostacolò gravemente la capacità della Spagna di reprimere la ribellione.
Nel giro di poche ore e con il sostegno popolare, Giovanni fu acclamato re Giovanni IV del Portogallo (secondo la leggenda, con la persuasione della moglie) rivendicando la legittima successione attraverso la nonna Caterina, duchessa di Braganza. Il conseguente conflitto con la Spagna portò il Portogallo nella Guerra dei Trent'anni come, almeno, un attore periferico. Dal 1641 al 1668, periodo durante il quale le due nazioni erano in guerra, la Spagna cercò di isolare militarmente e diplomaticamente il Portogallo, e il Portogallo cercò di trovare le risorse per mantenere la sua indipendenza attraverso alleanze politiche e mantenimento delle sue entrate coloniali.

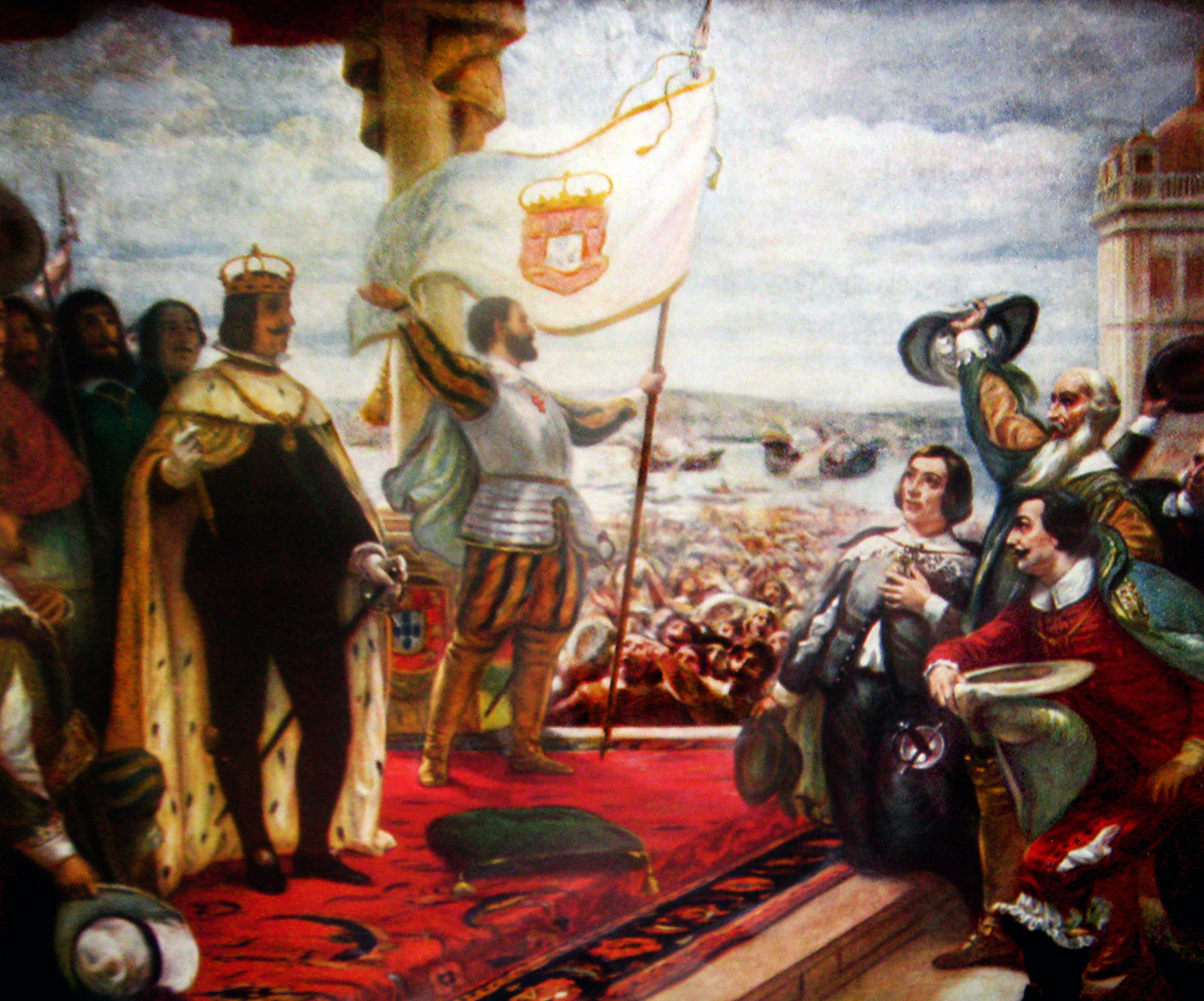
Proclamazione di Giovanni IV come re del Portogallo (1908), dipinto di Veloso Salgado nel Museo Militare, Lisbona.

### Guerra di Restaurazione
La sua ascesa portò a una lunga guerra con la vicina Spagna, un conflitto noto come Guerra di restaurazione portoghese, che si concluse con il riconoscimento dell'indipendenza portoghese in un regno successivo (1668). Il Portogallo firmò lunghe alleanze con Francia (1 giugno 1641) e Svezia (agosto 1641) ma per necessità i suoi unici contributi nella Guerra dei Trent'anni furono sul campo contro la Spagna e contro le invasioni olandesi nelle colonie portoghesi.
Venne eletto come primo ministro Francisco de Lucena, il quale cercò di evitare la formazione di un partito filocastigliano. Ma in ogni caso molti nobili fuggirono in Spagna e l'arcivescovo di Braga iniziò ad organizzare una cospirazione per uccidere il re e per far tornare al potere Filippo IV di Spagna. Di questo gruppo di cospiratori fecero parte molti nobili, ma quando gli organizzatori cercarono di avvicinare anche il conte di Vimioso, questi svelò tutto al re Giovanni IV, il quale fece arrestare i cospiratori e li fece decapitare.
Il periodo dal 1640 al 1668 fu caratterizzato da periodiche scaramucce tra Portogallo e Spagna, nonché da brevi episodi di guerra più grave, in gran parte causati da intrecci spagnoli e portoghesi con potenze non iberiche. La Spagna fu coinvolta nella guerra dei trent'anni fino al 1648 e nella guerra franco-spagnola fino al 1659, mentre il Portogallo fu coinvolto nella guerra olandese-portoghese fino al 1663. In Spagna, una forza d'invasione portoghese sconfisse gli spagnoli a Montijo, vicino a Badajoz, in 1644.
All'estero, gli olandesi conquistarono la Malacca portoghese (gennaio 1641) e l'imam dell'Oman conquistò Muscat (1650). Tuttavia, i portoghesi, pur dovendo dividere le loro forze tra Europa, Brasile e Africa, riuscirono a riconquistare Luanda, nell'Angola portoghese, dagli olandesi nel 1648 e, nel 1654, avevano recuperato il nord del Brasile, che di fatto cessò di essere una colonia olandese. Ciò fu contrastato dalla perdita del portoghese Ceylon (l'attuale Sri Lanka) a causa degli olandesi, che presero Colombo nel 1656.

## Matrimonio
Sposò, il 12 gennaio 1633, Luisa di Guzmán (13 ottobre 1613-27 febbraio 1666), figlia di Juan Manuel Pérez de Guzmán, VIII duca di Medina Sidonia. Ebbero sette figli.
- Teodosio (8 febbraio 1634-13 maggio 1653), Principe del Brasile e Duca di Braganza;
- Anna (nata e morta il 21 gennaio 1635);
- Giovanna (18 settembre 1635-17 novembre 1653);
- Caterina[3] (25 novembre 1638-31 dicembre 1705), sposò Carlo II d'Inghilterra;
- Manuele (nato e morto il 6 settembre 1640);
- Alfonso VI del Portogallo (21 agosto 1643-12 settembre 1683);
- Pietro II del Portogallo (26 aprile 1648-9 dicembre 1706);

Ebbe una figlia illegittima:
- Maria di Braganza (30 aprile 1644-7 febbraio 1693)

## Morte ed eredità
Giovanni IV morì il 6 novembre 1656 e gli successe il figlio Alfonso VI. Sua figlia, Caterina, sposò il re Carlo II d'Inghilterra, portando in dote la città di Bombay. La sua salma fu inumata nel Pantheon dei Braganza nel monastero di São Vicente de Fora.
Giovanni IV era un mecenate della musica e delle arti e un compositore notevolmente sofisticato. Durante il suo regno raccolse una delle biblioteche più grandi del mondo, ma fu distrutta dal terremoto di Lisbona del 1755.
Nel 1646, dietro sua iniziativa, venne avviato in Portogallo il culto dell'Immacolata Concezione, che egli proclamò protettrice del regno. Decise pure che i monarchi portoghesi non portassero più in testa la corona, che da allora fu posta su un cuscino accanto al re.

## Ascendenza
|                            |                            |                                              | Genitori                                                   |  |  | Nonni |  |  | Bisnonni               |  |  | Trisnonni           |  |
|                            |                            |                                              |                                                            |  |  |       |  |  | Teodosio I di Braganza |  |  | Giacomo di Braganza |  |
|                            |                            |                                              |                                                            |  |  |       |  |  | Teodosio I di Braganza |  |  | Giacomo di Braganza |  |
|                            |                            | Leonor de Mendoza                            |                                                            |  |  |       |  |  | Teodosio I di Braganza |  |  |                     |  |
| Giovanni I di Braganza     |                            |                                              |                                                            |  |  |       |  |  | Teodosio I di Braganza |  |  |                     |  |
|                            |                            | Isabel de Lencastre                          | Dinis di Braganza, conte di Lemos                          |  |  |       |  |  |                        |  |  |                     |  |
|                            |                            | Isabel de Lencastre                          | Dinis di Braganza, conte di Lemos                          |  |  |       |  |  |                        |  |  |                     |  |
|                            |                            | Isabel de Lencastre                          | Beatriz de Castro Osório                                   |  |  |       |  |  |                        |  |  |                     |  |
| Teodosio II di Braganza    |                            | Isabel de Lencastre                          |                                                            |  |  |       |  |  |                        |  |  |                     |  |
|                            |                            | Eduardo d'Aviz                               | Manuele I del Portogallo                                   |  |  |       |  |  |                        |  |  |                     |  |
|                            |                            | Eduardo d'Aviz                               | Manuele I del Portogallo                                   |  |  |       |  |  |                        |  |  |                     |  |
|                            |                            | Eduardo d'Aviz                               | Maria d'Aragona                                            |  |  |       |  |  |                        |  |  |                     |  |
| Caterina di Guimarães      |                            | Eduardo d'Aviz                               |                                                            |  |  |       |  |  |                        |  |  |                     |  |
|                            |                            | Isabel di Braganza                           | Giacomo di Braganza                                        |  |  |       |  |  |                        |  |  |                     |  |
|                            |                            | Isabel di Braganza                           | Giacomo di Braganza                                        |  |  |       |  |  |                        |  |  |                     |  |
|                            |                            | Isabel di Braganza                           | Leonor de Mendoza                                          |  |  |       |  |  |                        |  |  |                     |  |
| Giovanni IV del Portogallo |                            | Isabel di Braganza                           |                                                            |  |  |       |  |  |                        |  |  |                     |  |
|                            | Íñigo Fernández de Velasco | Juan Sancho de Tovar, I marchese di Berlanga |                                                            |  |  |       |  |  |                        |  |  |                     |  |
|                            | Íñigo Fernández de Velasco | Juan Sancho de Tovar, I marchese di Berlanga |                                                            |  |  |       |  |  |                        |  |  |                     |  |
|                            | Íñigo Fernández de Velasco | María Girón                                  |                                                            |  |  |       |  |  |                        |  |  |                     |  |
| Juan Fernández de Velasco  | Íñigo Fernández de Velasco |                                              |                                                            |  |  |       |  |  |                        |  |  |                     |  |
|                            |                            | Maria Angela de Aragón y Guzmán              | Juan Alfonso Pérez de Guzmán, sesto duca di Medina Sidonia |  |  |       |  |  |                        |  |  |                     |  |
|                            |                            | Maria Angela de Aragón y Guzmán              | Juan Alfonso Pérez de Guzmán, sesto duca di Medina Sidonia |  |  |       |  |  |                        |  |  |                     |  |
|                            |                            | Maria Angela de Aragón y Guzmán              | Ana de Aragón y de Gurrea                                  |  |  |       |  |  |                        |  |  |                     |  |
| Ana de Velasco y Girón     |                            | Maria Angela de Aragón y Guzmán              |                                                            |  |  |       |  |  |                        |  |  |                     |  |
|                            |                            | Pedro Téllez-Girón, I duca di Osuna          | Juan Téllez-Girón, IV conte di Ureña                       |  |  |       |  |  |                        |  |  |                     |  |
|                            |                            | Pedro Téllez-Girón, I duca di Osuna          | Juan Téllez-Girón, IV conte di Ureña                       |  |  |       |  |  |                        |  |  |                     |  |
|                            |                            | Pedro Téllez-Girón, I duca di Osuna          | María de la Cueva y Toledo                                 |  |  |       |  |  |                        |  |  |                     |  |
| Maria Tellez-Giron         |                            | Pedro Téllez-Girón, I duca di Osuna          |                                                            |  |  |       |  |  |                        |  |  |                     |  |
|                            |                            | Leonor Ana de Guzmán y Aragón                | Juan Alfonso Pérez de Guzmán, sesto duca di Medina Sidonia |  |  |       |  |  |                        |  |  |                     |  |
|                            |                            | Leonor Ana de Guzmán y Aragón                | Juan Alfonso Pérez de Guzmán, sesto duca di Medina Sidonia |  |  |       |  |  |                        |  |  |                     |  |
|                            |                            | Leonor Ana de Guzmán y Aragón                | Ana de Aragón y de Gurrea                                  |  |  |       |  |  |                        |  |  |                     |  |
|                            |                            | Leonor Ana de Guzmán y Aragón                |                                                            |  |  |       |  |  |                        |  |  |                     |  |